# Daniel Gürschner
Daniel Gürschner (Altdöbern, 27 de febrero de 1973) es un deportista alemán que compitió en judo. Ganó dos medallas en el Campeonato Europeo de Judo, oro en 1998 y plata en 2000.

## Palmarés internacional
| Campeonato Europeo | Campeonato Europeo  | Campeonato Europeo | Campeonato Europeo |
| Año                | Lugar               | Medalla            | Categoría          |
| ------------------ | ------------------- | ------------------ | ------------------ |
| 1998               | Oviedo (España)     | Medalla de oro     | –100 kg            |
| 2000               | Breslavia (Polonia) | Medalla de plata   | –100 kg            |